# Monument commémoratif irlandais
Pour les articles homonymes, voir Roche Noire (homonymie) et Black Rock.
La Monument commémoratif irlandais (aussi appelée la Roche noire (anglais : Black Rock)) est un monument commémorant le décès, principalement des causes du typhus, de 6 000 immigrants irlandais à Montréal, Québec.

## Historique
La Grande Famine en Irlande fait fuir entre 1845 et 1852 des centaines de milliers d'immigrants irlandais vers le Canada. 
En 1847, des dizaines de navires voguent vers le Québec. Une épidémie de typhus (en) se déclare sur les « cercueils flottants ». Un centre de quarantaine est installé sur Grosse-Île, non loin de la ville de Québec pour circonscrire l'épidémie. Nombre de migrants pourtant porteurs du virus reçoivent leur congé de Grosse-Île et se dirigent vers Québec et Montréal. 
À Montréal, les immigrants s'entassent dans la Pointe du Moulin-à-Vent, non loin de l'actuel pont Victoria. 22 baraquements en bois sont aménagés à titre d’hôpitaux de fortune. Le maire de Montréal, John Easton Mills légiféra dans le but d'amoindrir l'épidémie et se porta volontaire pour soigner les malades. Il fut pris lui aussi de la maladie et mourut après moins d'une année dans ses fonctions.
Au total, on estime à 6 000 le nombre de victimes, le plus souvent anonymes, qui furent inhumés dans un cimetière improvisé, près du futur pont Victoria. Durant la construction du pont par la Compagnie du Grand Tronc, des ouvriers découvrent des ossements et érigent en mémoire des victimes ce monument.

## L'œuvre
La roche est tirée du fleuve Saint-Laurent par les ouvriers qui travaillaient à la construction du pont Victoria en 1859. Elle comporte l'inscription en anglais : «Pour préserver de la profanation les restes de 6000 immigrants morts de la fièvre des navires A.D. 1847-48. Cette pierre est érigée par les travailleurs de Messieurs Peto, Brassey et Betts responsables de la construction du pont Victoria. A.D. 1859».

## Parc commémoratif prévu
La construction devrait commencer en 2025 sur un parc commémoratif autour de la Roche noire, après le détournement de la rue Bridge autour du site proposé. Ce mémorial agrandi aurait une superficie d'environ 1,5 hectare et pourrait inclure un théâtre en plein air, un musée, un belvédère avec vue sur le skyline de Montréal et un élément d'eau pour commémorer le voyage des immigrants à travers l'océan. Le gouvernement irlandais s'engage à verser 4,5 millions de dollars pour commémorer le plus grand lieu de sépulture des victimes irlandaises de la famine au monde.